# 高冕
高冕（1508年—？），字服周，浙江湖州府孝豐縣人，軍籍，明朝政治人物。

## 生平
應天府鄉試第三十四名舉人。嘉靖二十年（1541年）中式辛丑科會試第二百六十五名，登第三甲第一百八十八名進士。官南雄府知府。

## 家族
曾祖高亨；祖父高關；父高奎，母梅氏。慈侍下。